# Хиемалора
Хиемало́ра (лат. Hiemalora) — род организмов эдиакарской биоты.

## Название
Род первоначально был назван «пинегия» (Pinegia Fedonkin, 1980), по реке Пинега. Но два года спустя был переименован, поскольку было обнаружено, что это имя уже присвоено роду пермских насекомых.
Hiemalora — от ora hiemalis, «зимний берег», по месту находок. stellaris — «звёздный». pleiomorphus —
от др.-греч. πλείων «более многочисленный» и μορφή «форма», то есть имеющий более чем одну форму.

## Описание
Первоначально остатки хиемалоры интерпретировали как тело в виде мешка диаметром до 3 см со слабыми радиальными линиями-щупальцами, похожими на щупальцы актиний. Однако обнаруженные в дальнейшем листообразные органы, прикреплённые к телу, привели к предположению, что «тело» в действительности является лишь органом прикрепления более крупного организма. Это предположение противоречило первоначальной классификации хиемалоры как медузоподобного кишечнополостного и заставило нескольких исследователей отнести хиемалору к хондрофорам. Однако исследования показали, что у цикломедуз, найденных в тех же отложениях, что и хиемалора, щупальца не сохраняются, следовательно, нечто, принятое у хиемалоры за щупальца, в действительности таковыми не являются.
Хиемалора найдена во многих отложениях на различных континентах.